# Lillie Keenan
Pour les articles homonymes, voir Keenan.
Lillie Carmichael Keenan (née le 4 octobre 1996) est une cavalière américaine de saut d'obstacles. En tant que cavalière junior, elle a remporté les finales ASPCA Maclay, les finales USEF et le championnat d'équitation du Washington International Horse Show, ainsi que les finales USHJA International Hunter Derby et la double médaille d'or au championnat nord-américain des jeunes cavaliers.
En tant que professionnelle, Keenan a fait partie de nombreuses équipes sélectionnées en Coupe des nations de saut d'obstacles pour les États-Unis, notamment au Dublin Horse Show où le Trophée Aga Khan a été remporté pour la première fois par une équipe entièrement féminine.

## Biographie
Keenan commence à monter à cheval à l'âge de six ans, après avoir découvert des photos de sa mère qui montait à cheval en junior. Elle a d'abord monté dans une petite écurie de New York appelée Claremont Stables, puis s'est entraînée à Heritage Farm et a travaillé sous la direction d'Andre Dignelli et de Patricia Griffith, en commençant à concourir. Keenan s'est entraînée avec Heritage pendant toute sa carrière junior.

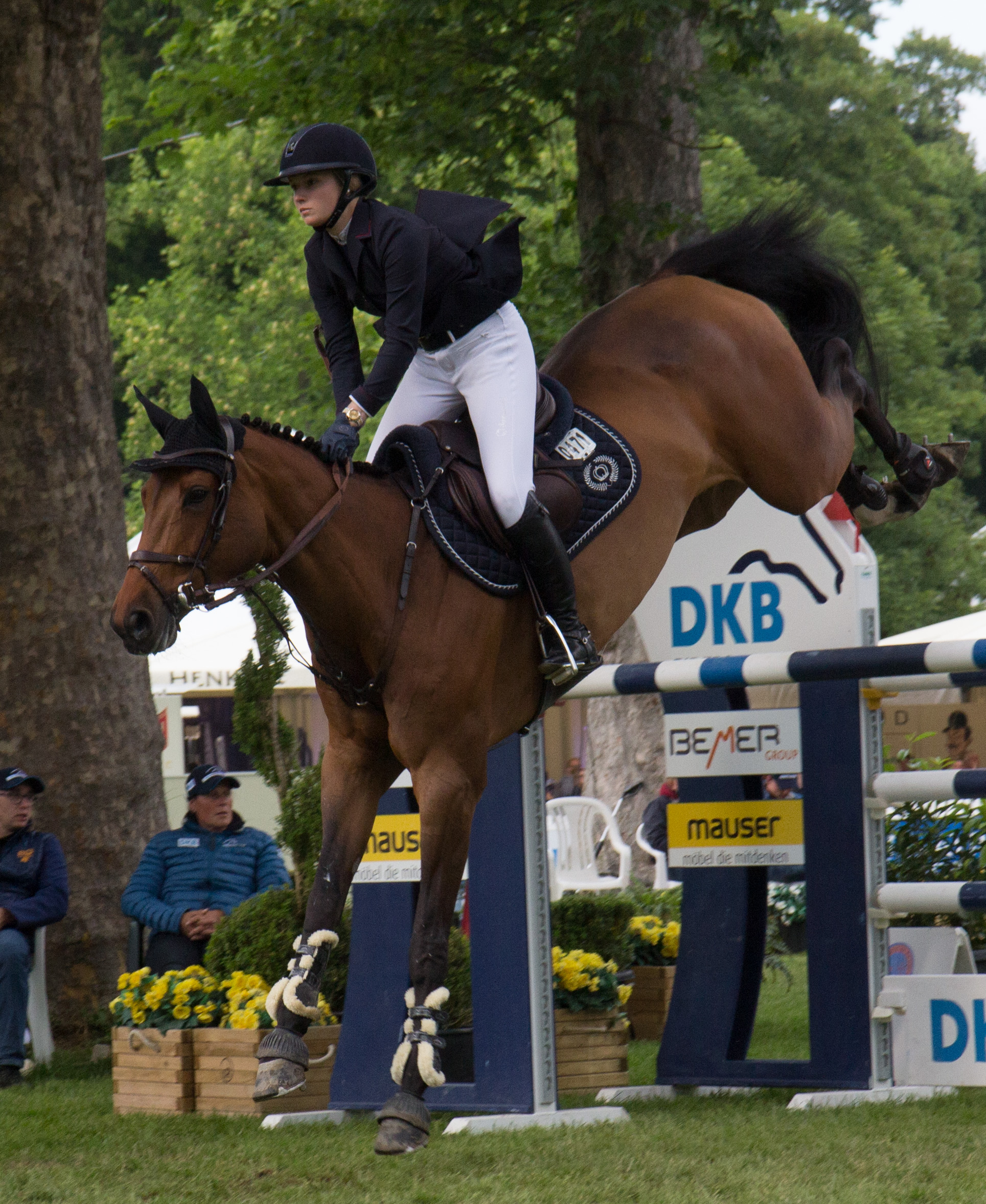
Keenan montant Chaccolette

Après avoir transféré sa formation à Heritage Farm, Keenan a rapidement commencé les concours. Elle a passé quelques mois à concourir dans les épreuves hunter pour enfants, avant de passer aux épreuves hunter régulières. Lors de sa première participation aux finales poney de l'USEF en 2005, Keenan et le petit poney Dreamworks sont champions de réserve dans la division régulière small. En 2006, elle est championne de réserve à la finale d'équitation sur poneys du Washington International Horse Show. En 2007, Keenan a remporté tous les championnats des divisions régulières hunter sur poney lors des Pony Finals, remportant le petit championnat sur Blackberry, le championnat moyen et le grand championnat général sur Enchanted Forest, ainsi que le grand championnat et le grand championnat général de réserve sur Vanity Fair. L'année suivante, Keenan a remporté cinq des six championnats lors des finales poneys, remportant ces championnats dans toutes les divisions, à l'exception des hunters réguliers sur petits poneys. Elle est sacrée grande championne au classement général sur Neverland et grande championne au classement général vert sur Sparkle Plenty. Elle a également été championne de réserve lors de la finale de la médaille USEF Pony sur High Cotton.
Après une année réussie aux Pony Finals, Keenan s'est tourné vers la compétition à cheval. Au cours de sa deuxième année de compétition en équitation, Keenan a remporté la finale d'équitation du Washington International Horse Show à l'âge de 13 ans, et elle l'a fait sur Uno, une monture qu'elle a découverte deux semaines auparavant en raison d'une blessure de son propre cheval survenue peu avant la finale. En 2011, aux Junior Hunter Finals, elle a gagné chez les small hunters en junior sur Confidential et chez les large hunters juniors sur Madison, remportant également respectivement le grand championnat au classement général et la réserve sur les deux chevaux. Keenan a dominé les cavaliers professionnels pour remporter le championnat international Hunter Derby USHJA sur C Coast Z à 14 ans. Elle a également été championne avec C Coast Z au National Horse Show et au Washington International Horse Show et a remporté des classes dans les High Junior Jumpers au National Horse Show de Vanhattan.
En 2012, Keenan faisait partie de l'équipe de zone 2 qui a remporté la médaille d'or dans la division junior au Championnat nord-américain junior et jeune cavalier. Cette année-là, elle a également remporté le Championnat nord-américain d'équitation au Capital Challenge Horse Show et a été championne de réserve aux finales des médailles de l'USEF et de l'ASPCA Maclay, toutes à Clearway,,. 

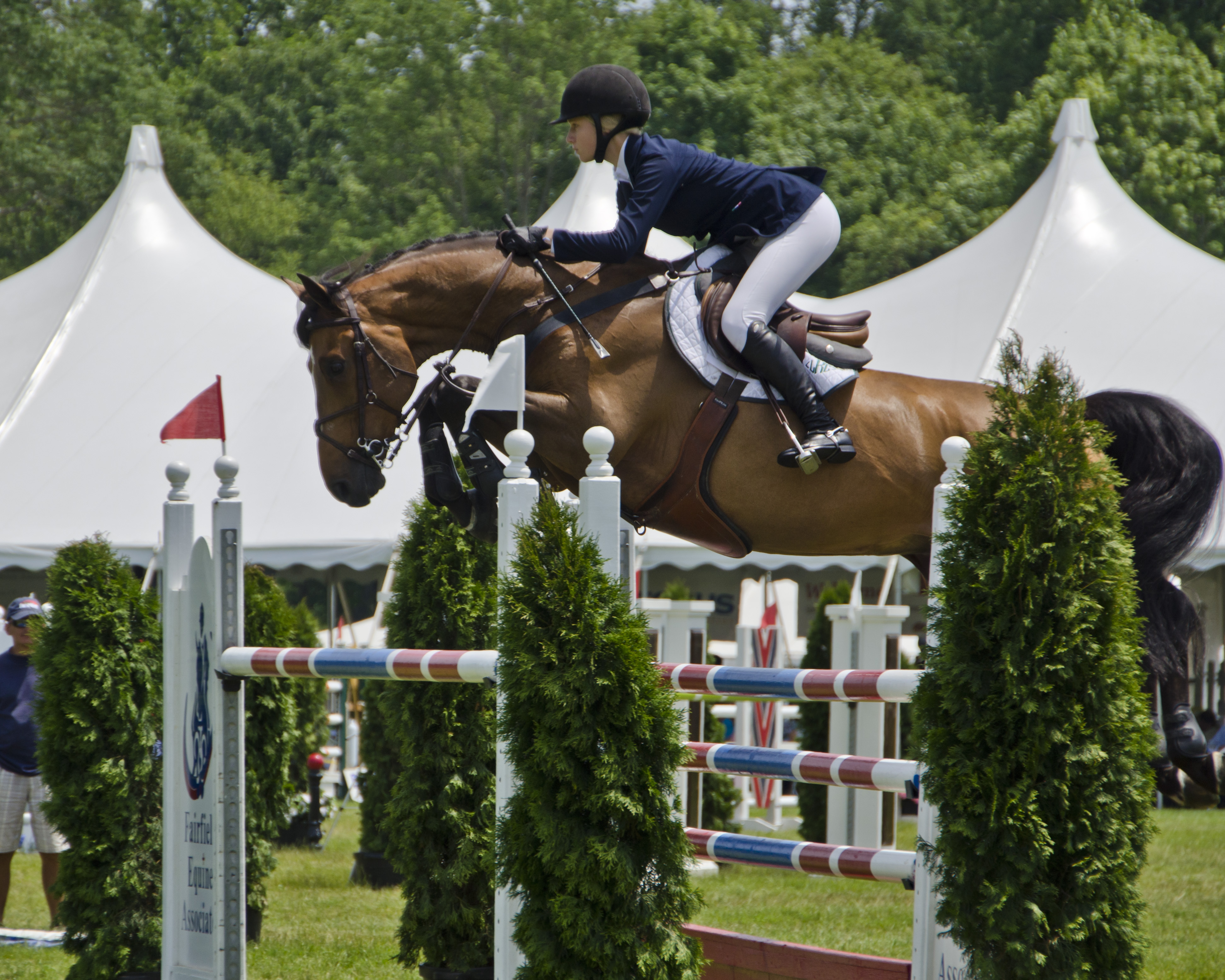
Keenan et Londinium, médaillés d'or

En 2013, Keenan a monté Londinium puis remporté l'or par équipe et en individuel au Championnat nord-américain des jeunes cavaliers, et elle a enchaîné avec l'or en individuel au Championnat national junior de saut d'obstacles de l'USEF,. En équitation, Keenan a dominé à la fois les finales des médailles de l'USEF et les finales de l'ASPCA Maclay, une fois de plus à Clearway, lui donnant les honneurs du championnat dans trois des quatre finales majeures d'équitation,. Elle a également remporté la Coupe d'équitation USHJA Hunterdon. Keenan a également remporté le championnat Grand Junior Hunter au Devon Horse Show à bord de Walk The Line, et a remporté les championnats au Pennsylvania National sur Walk The Line et Brodeur. Elle a remporté des prix de style pour son équitation aux deux concours hippiques,. Keenan a été nommé cavalier junior de l'année par l'USEF.

## Carrière professionnelle
En 2014, elle a eu l'opportunité de sauter sa première Coupe des Nations à l'âge de 17 ans lors des compétitions d'Ascona (SUI) et de Bratislava (SVK). Cette année-là, elle a également participé à des concours majeurs tels que les épreuves de qualification pour la Coupe du monde et le Hampton Classic. En 2015, alors qu'elle était étudiante en première année à l'Université Harvard, Keenan s'est déclarée cavalière professionnelle et a également transféré sa formation aux écuries Karlswood de Cian O'Connor. O'Connor a été engagé pour aider Keenan à apprendre le système européen, à entraîner des chevaux et à gérer sa propre écurie. Elle a reçu le Trophée Lionel Guerrand-Hèrmes, décerné à un jeune cavalier d'une discipline olympique faisant preuve d'esprit sportif et de compréhension du cheval, en 2015, ainsi que le prix Maxine Beard en 2016, récompense décernée à un cavalier faisant preuve d'un grand potentiel pour représenter les États-Unis en compétition internationale.
En 2017, Fibonacci 17 arrive à l'écurie de Keenan. Cette année-là, Keenan fait également partie de l'équipe qui a remporté le Trophée Aga Khan au Dublin Horse Show, première victoire d'une équipe entièrement féminine. En 2018, Keenan a concouru pour les New York Empire, une équipe de la Global Champions League. Ce printemps-là, elle est sélectionnée pour les Jeux équestres mondiaux. En septembre, après les Jeux équestres mondiaux, Keenan a transféré son entraînement à la ferme Castle Hill de McLain Ward.
En 2019, Keenan a obtenu les meilleures places au Devon Horse Show. En 2020, elle a obtenu plusieurs bons résultats à Wellington, en Floride, avant que les concours ne soient interrompus en raison de la pandémie de COVID-19.

## Palmarès
| Année | Place  | Cheval       | Epreuve                              | Niveau | Concours                    | Lieu                 |
| ----- | ------ | ------------ | ------------------------------------ | ------ | --------------------------- | -------------------- |
| 2020  | 3      | Fasther      | Douglas Elliman Grand Prix           | CSI5*  | Winter Equestrian Festival  | Wellington, FL (USA) |
| 2020  | 1      | Fasther      | Martha Jolicoeur Leading Lady Rider  | CSI2*  | Winter Equestrian Festival  | Wellington, FL (USA) |
| 2019  | 2      | Skyhorse     | Friends of the Meadow Cup            | CSI5*  | Spruce Meadows Pan American | Calgary (CAN)        |
| 2018  | 1      | Fibonacci 17 | Champion Sentower Grand Prix         | CSI2*  | Opglabbeek                  | Opglabbeek (BEL)     |
| 2018  | 2      | Super Sox    | Great American $1 million Grand Prix | NAT    | HITS Saugerties             | Saugerties, NY (USA) |
| 2017  | 1      | Fibonacci 17 | Nations Cup of Spruce Meadows        | CSIO5* | Spruce Meadows Masters      | Calgary (CAN)        |
| 2017  | 1      | Super Sox    | Nations Cup of Dublin                | CSIO5* | Dublin Horse Show           | Dublin (IRL)         |
| 2017  | 1      | Super Sox    | Lotto Hessen-Preis 1.50m             | CSI4*  | Wiesbaden                   | Wiesbaden (GER)      |
| 2017  | Bronze | Super Sox    | FEI Nations Cup Final                | CSIO5* | Nations Cup Final           | Barcelona (ESP)      |
| 2016  | 3      | Super Sox    | King George V Cup                    | CSIO5* | Hickstead                   | Hickstead (GBR)      |

| Année | Place    | Cheval           | Epreuve                                   | Concours                                  | Lieu               |
| ----- | -------- | ---------------- | ----------------------------------------- | ----------------------------------------- | ------------------ |
| 2013  | 1        | Clearway         | ASPCA Alfred B. Maclay Finals             | The National Horse Show                   | Lexington, KY      |
| 2013  | 1        | Clearway         | USEF Hunter Seat Medal Finals             | Pennsylvania National Horse Show          | Harrisburg, PA     |
| 2013  | 1        | Clearway         | USHJA Hunterdon Cup                       | USEF Junior Hunter Finals                 | Saugerties, NY     |
| 2013  | 1        | Pumped Up Kicks  | $125,000 Purina Grand Prix                | HITS Saugerties                           | Saugerties, NY     |
| 2013  | Gold     | Londinium        | Young Riders - Team & Individual          | North American Young Riders Championship  | Lexington, KY      |
| 2013  | Gold     | Londinium        | Junior Jumper Championship - Individual   | Pennsylvania National Horse Show          | Harrisburg, PA     |
| 2013  | 1        | Walk The Line    | Grand Junior Hunter Champion              | The Devon Horse Show                      | Devon, PA          |
| 2012  | Gold     | Vanhattan        | Junior Rider - Team                       | North American Junior Riders Championship | Lexington, KY      |
| 2012  | 1        | Clearway         | North American Equitation Championship    | Capital Challenge Horse Show              | Upper Marlboro, MD |
| 2011  | 1        | C Coast Z        | $100,000 USHJA International Derby Finals | International Derby Finals                | Lexington, KY      |
| 2011  | Champion | Confidential     | Grand Junior Hunter Champion              | USEF Junior Hunter Finals                 | Saugerties, NY     |
| 2011  | Reserve  | Madison          | Reserve Grand Junior Hunter Champion      | USEF Junior Hunter Finals                 | Saugerties, NY     |
| 2010  | 1        | Uno              | WIHS Equitation Finals                    | Washington International Horse Show       | Washington, D.C.   |
| 2008  | Champion | Neverland        | Grand Pony Hunter Champion                | USEF Pony Finals                          | Lexington, KY      |
| 2008  | Champion | Sparkle Plenty   | Grand Green Pony Hunter Champion          | USEF Pony Finals                          | Lexington, KY      |
| 2007  | Champion | Enchanted Forest | Grand Pony Hunter Champion                | USEF Pony Finals                          | Lexington, KY      |

## Chevaux
Ses chevaux incluent Fasther, Cazaan, Skyhorse, Agana Van Het Gerendal Z, Be Gentle, Chaccolette et Super Sox.